# Karl-Ernst Eschebach
Karl-Ernst Eschebach (* 4. Mai 1924 in Dresden; † 11. Januar 2003) war ein deutscher Funktionär der DDR-Blockpartei DBD. Er war Vorsitzender des Bezirksvorstandes Cottbus der DBD.

## Leben
Eschebach leistete nach dem Schulbesuch Kriegsdienst bei der Wehrmacht. Er war zunächst als Landwirtschafthilfe beschäftigt. Nach einem Studium erwarb er das Diplom als Staatlich geprüfter Landwirt und promovierte später zum Dr. agr. Eschebach war als Berufsschullehrer tätig.
1950 wurde er Mitglied der Demokratischen Bauernpartei Deutschlands (DBD). Zeitweise fungierte er als Sekretär des Bezirksvorstandes Cottbus der DBD. Von 1970 bis 1971 war er stellvertretender Vorsitzender des Rates für Land- und Nahrungsgüterwirtschaft im Bezirk Cottbus. Von 1971 bis 1989 war er schließlich Vorsitzender des Bezirksvorstandes Cottbus der DBD und Abgeordneter des Bezirkstages Cottbus. Von 1972 bis 1990 war Eschebach zudem Mitglied des Parteivorstandes der DBD. 
Eschebach starb nach kurzer schwerer Krankheit im Alter von 78 Jahren und wurde auf dem Friedhof in Maust bestattet.

## Auszeichnungen
- Vaterländischer Verdienstorden in Bronze (1973), in Gold (1989)